# Hawkinsville (Georgia)
Hawkinsville város az USA Georgia államában, Pulaski megyében, melynek megyeszékhelye is. Lakosainak száma 3980 fő (2020. április 1.).

## Népesség
A település népességének változása:
| Lakosok száma | 813  | 4589 | 3980 |
|               | 1870 | 2010 | 2020 |